# Punto caldo di Louisville

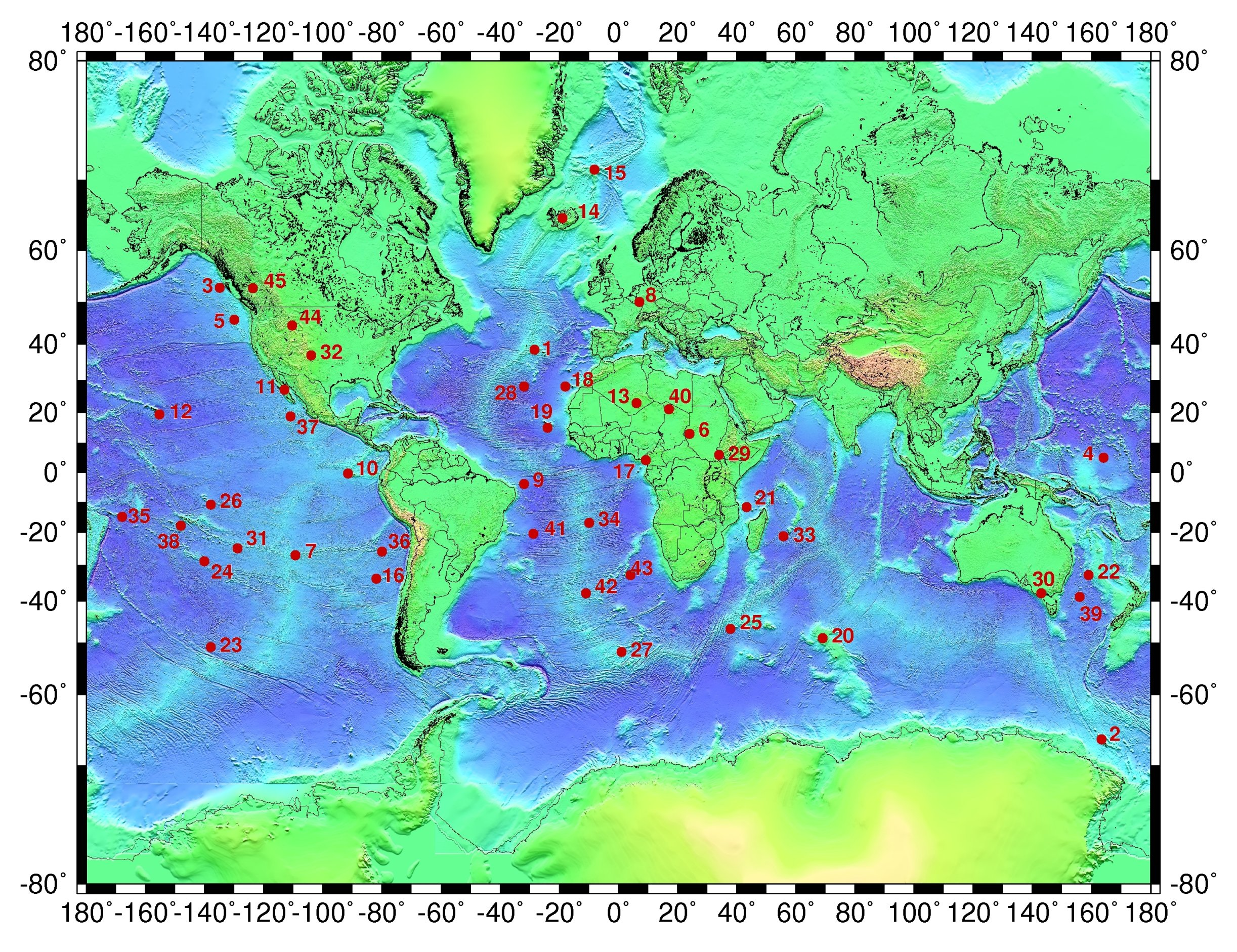
Il punto caldo di Louisville, segnato con il numero 23 su questa mappa, è il più meridionale fra quelli presenti nell'Oceano Pacifico.

Il punto caldo di Louisville (in inglese Louisville hotspot) (53°36′S 143°36′W) è un punto caldo vulcanico situato nell'Oceano Pacifico meridionale e responsabile dell'attività vulcanica che ha portato alla formazione della catena sottomarina di Louisville.

## Posizione
Si ritiene che il punto caldo di Louisville giaccia vicino alla dorsale Pacifico-Antartica ma la sua esatta ubicazione rimane non del tutto certa.

## Storia geologica
Il punto caldo di Louisville ha dato origine alla catena sottomarina di Louisville, una delle più lunghe catene di montagne sottomarine della Terra, che si estende per circa 4.300 km verso nord ovest a partire dalla dorsale Pacifico-Antartica fino a dove la placca pacifica soggiace sotto la placca indo-australiana.
Basandosi sull'età della catena sottomarina di Louisville, comparabile con quella della catena sottomarina dell'Imperatore Hawaiano sebbene il tasso di vulcanismo delle due catene sia ben diverso e l'inclinazione della catena di Louisville sia inferiore rispetto a quella della Hawaiian-Emperor, si ritiene che il punto caldo di Louisville sia attivo da almeno 80 milioni di anni. Durante il Rupeliano, primo piano dell'Oligocene, il tasso di sorgenti di magma del punto caldo di Louisville era maggiore rispetto a quello del punto caldo delle Hawaii anche se il totale del volume di magma eruttato era inferiore. Durante in Chattiano, secondo ed ultimo piano dell'Oligocene, le sorgenti di magma diminuirono fino a diventare una piccola frazione di quelle che portarono alla formazione della catena sottomarina dell'Imperatore Hawaiano, così che nessuno dei vulcani è riuscito ad emergere dalla superficie marina negli ultimi 11 milioni di anni. Poiché la catena sottomarina di Louisville è lunga circa due terzi della catena dell'Imperatore Hawaiano, si ritiene che, al contrario del punto caldo delle Hawaii, il punto caldo di Louisville abbia col tempo diminuito la propria attività.
Il punto caldo di Louisville potrebbe inoltre aver portato alla formazione del plateau di Ontong Java, il plateau oceanico più grande del mondo, circa 120 milioni di anni fa. Sebbene secondo la recente ricostruzione dei movimenti delle placche le posizioni del plateau e del punto caldo all'epoca sembrino non rendere possibile tale collegamento, ci sono invece fattori che sembrerebbero avallare tale ipotesi.